# Jonas Bergqvist
Jonas Pär Bergqvist (Hässleholm, 26 settembre 1962) è un ex hockeista su ghiaccio svedese.

## Palmarès

### Olimpiadi
- Oro a Lillehammer 1994.
- Bronzo a Calgary 1988.

### Mondiali
- Oro a Austria 1987.
- Oro a Finlandia 1991.
- Oro a Svizzera 1998.
- Argento a Unione Sovietica 1986.
- Argento a Germania 1993.
- Argento a Svezia 1995.
- Bronzo a Italia 1994.